# Венгер, Виталий Константинович
Вита́лий Константи́нович Ве́нгер (18 апреля 1928, Москва — 20 октября 2016, Иркутск) — советский и российский театральный актёр. Народный артист РСФСР (1977). Лауреат Государственной премии РФ (1994). Почётный гражданин Иркутска (1989). Почётный гражданин Иркутской области (2003).

## Биография
В 1950 году окончил театральное училище имени Щукина. С 1950 года работал в Иркутском драматическом театре имени Н. Охлопкова. С 1978 по 1980 год работал актёром Московского театра Сатиры. С 1958 года преподавал в Иркутском театральном училище.
На протяжении 55-летней карьеры сыграл роли в постановках около трёхсот разных пьес на сценах Иркутска, Москвы и других городов России. Наиболее значимые роли: Подколесин в «Женитьбе» Н. В. Гоголя, Деркачев в «Последней жертве» А. Н. Островского, Петр Адуев в «Обыкновенной истории» И. А. Гончарова (инсценировка В. Розова) и особо отмеченная критикой и зрителями роль Счастливцева в пьесе А. Н. Островского «Лес» (сезон 1993/1994).
Состоял в КПСС.
C 1958 года преподавал мастерство актера и сценическое движение в Театральной Школе-студии преобразованной в 1962 году в Иркутское театральное училище.
С 1959 года в течение многих лет был председателем Иркутского отделения ВТО, а после 1991 года - бессменный председатель Иркутского Отделения Союза театральных деятелей. 
В 1990 назначен художественным руководителем Черемховского драматического театра.
Виталий Константинович Венгер перестал выходить на сцену после того, как перенес инсульт и частично потерял зрение в 2005 году. Умер 20 октября 2016 года после тяжелой продолжительной болезни.
Похоронен на Александровском кладбище в Иркутске.

## Театральные работы
- Лаэрт («Гамлет» Шекспира)
- Петр Иванович Адуев («Обыкновенная история» по И. А. Гончарову)
- Князь Волконский («Записки княгини Волконской» М. Сергеева)
- Кречинский («Женитьба Кречинского» А. Сухово-Кобылина)
- Тарелкин («Смерть Тарелкина» А. Сухово-Кобылина)
- Подколесин («Женитьба» Н. Гоголя)
- Деркачев («Последняя жертва» А. Н. Островского)
- Счастливцев и Несчастливцев («Лес» А. Островского)
- Серебряков («Дядя Ваня» А. Чехова)
- Дорн («Чайка» А. Чехова)
- Калошин («Провинциальные анекдоты» А. Вампилова)
- Мэкки-Нож («Трехгрошовая опера» Б. Брехта)
- Герострат («Забыть Герострата» Г. Горина)
- Тевье («Поминальная молитва» Г. Горина)
- Лир («Король Лир» В. Шекспира)
- «Тиресий» Софокла
- «Полоумный Журден» М. Булгакова
- «Вечер» А. Дударева
- «С любовью не шутят» Лопе де Вега
- «С любимыми не расставайтесь» А. Володина
- «Не так? Живём, как хочется!» А. Н. Островского
- «Я тебя не знаю больше, милый» Альдо де Бенедетти
- «Соло для часов с боем» О. Заградника
- «Старший сын» А. Вампилова

## Фильмография
- 1981 — Февральский ветер — эпизод

## Награды и звания
- Орден «Знак Почёта» (1967).
- Заслуженный артист РСФСР (1970).
- Народный артист РСФСР (1977).
- Почётный гражданин Иркутска (1989).
- Лауреат Государственной премии России (1995).
- Почётный гражданин Иркутской области (2003).
- Лауреат премии «Золотая маска» (2004).